# 柏耆
柏 耆（はく き、生年不詳 - 829年）は、唐代の官僚。本貫は魏州。

## 経歴
将軍の柏良器の子として生まれた。志と謀略を自負し、縦横家の流派を学んだ。元和4年（809年）、王承宗が恒州で反乱を起こすと、唐の朝廷は兵を用いるのを嫌い、これを安撫しようとした。柏耆は蔡州の行営で裴度と図り、朝旨を奉じて恒州への使者をつとめたいと志願した。そこで柏耆は処士から左拾遺に任じられた。柏耆が王承宗と会見して説得すると、王承宗はふたりの息子を人質に出し、徳州と棣州を献上した。
元和10年（815年）、朝廷は成徳軍に賞銭100万貫を賜ることとした。諫議大夫の鄭覃に軍人を宣撫させたが、賞銭が到着しなかったので、不満の声が上がった。穆宗は柏耆を派遣して趣旨をさとし告げさせようとした。柏耆が到着すると、王承宗に命じて三軍を集めさせ、穆宗の意を伝え、士心を安定させた。柏耆は兵部郎中となった。
大和元年（827年）、柏耆は諫議大夫に転じた。まもなく李同捷が反乱を起こすと、河南・河北の藩鎮が滄州・徳州を攻撃し、その戦陣は連年に及んだ。柏耆は徳州行営諸軍計会使に任じられて、李同捷の説得にあたった。大和3年（829年）、横海軍節度使の李祐が徳州を攻め落とすと、李同捷は窮迫して降伏を求めた。李祐は大将の万洪に滄州を守らせた。柏耆は300騎を率いて滄州に入り、万洪を殺して、李同捷を捕らえた。李同捷を長安に連行して斬り、その首級を献上した。滄州と徳州は平定されたが、諸将は柏耆が功績をかすめ取ったと、争って上表して訴えた。文宗はやむをえず、柏耆を循州司戸判官に左遷した。李祐は柏耆が万洪を殺したと知って、衝撃を受けて死んだ。文宗は李祐の早死を柏耆のせいとみなし、柏耆は愛州に流されて死を賜った。

## 伝記資料
- 『旧唐書』巻154 列伝第104
- 『新唐書』巻175 列伝第100